# Huang Xiaoming
Huang Xiaoming (cinese tradizionale: 黃曉明; cinese semplificato: 黄晓明; pinyin: Huáng Xiǎomíng; Qingdao, 13 novembre 1977) è un attore, cantante e modello cinese, meglio conosciuto in Italia per essere stato il testimonial della linea sportiva di Gucci del 2008, ed in patria per aver interpretato il ruolo di Yang Guo nella serie televisiva di successo del 2006 The Return of the Condor Heroes.

## Biografia
Huang si è diplomato nel 2000 all'Istituto di Arti Performative della Beijing Film Academy, e si è fatto conoscere dal pubblico nel 2003 interpretando il ruolo del protagonista in tre serie televisive trasmesse in Cina.
Nel 2003, mentre guidava la sua auto in una strada di montagna verso il luogo designato per delle riprese, l'auto ha avuto uno sbandamento e Huang è stato coinvolto in un incidente stradale, il quale gli ha causato gravi danni. Tuttavia, è tornato sul set poco dopo aver ricevuto le adeguate cure, sebbene portasse il gesso ad un bracco.
Ha interpretato l'imperatore Wu della Dinastia Han in una serie televisiva intitolata Da Han Tian Zi (大汉天子), e nel 2006 gli è stato assegnato il ruolo di Yin Sun, anti-eroe e figlio di un comandante militare, per il film The Banquet (夜宴).
Una delle sue interpretazioni più acclamate dalla critica è stata quella in Shanghai Bund (新上海灘), serie televisiva la cui sigla finale Jiu Suan Mei You Ming Tian (就算没有明天) è stata cantata dallo stesso Huang, insieme all'attrice protagonista Sun Li.
Il 7 luglio 2007, Huang ha partecipato al concerto Live Earth tenutosi a Shanghai.

## Mondo della moda
Huang Xiaoming ha firmato un contratto con la marca italiana di alta moda Gucci, per la linea sportiva ad edizione limitata del 2008. Gucci ha annunciato la notizia alla conferenza stampa per la pubblicazione del nuovo prodotto, lo scorso anno, dichiarando la scelta di usare per la prima volta in assoluto un modello asiatico in una linea d'abbigliamento del brand. Una squadra di produzione è volata da Hong Kong in Italia specialmente per gli scatti fotografici, che sarebbero serviti per i cartelloni pubblicitari della serie di colore rosso della linea.

## Filmografia parziale

### Cinema
- Long wei fu zi, regia di Gwing-Gai Lee (2005)
- Ye yan, regia di Xiaogang Feng (2006)
- Ai qing hu jiao zhuan yi II: Ai qing zuo you, regia di Jianya Zhang (2008)
- The Sniper (Sun cheung sau), regia di Dante Lam (2009)
- Jian guo da ye, regia di Sanping Han e Jianxin Huang (2009)
- Feng sheng, regia di Kuo-Fu Chen e Qunshu Gao (2009)
- Ip Man 2 (Yip Man 2), regia di Wilson Yip (2010)
- Tang Bohu dian Qiuxiang 2 zhi Si Da Caizi, regia di Lik-Chi Lee (2010)
- Lung Fung Dim, regia di Shu-Kai Chung (2010)
- I Soldati dell'Imperatore (Xue di zi), regia di Wai-Keung Lau (2012)
- Escape Plan 2 - Ritorno all'inferno (Escape Plan 2: Hades), regia di Steven C. Miller (2018)
- 800 Eroi, regia di Guan Hu (2020)

## Doppiatori italiani
Nelle versioni in italiano dei suoi film, Huang Xiaoming è stato doppiato da:
- Alberto Franco in 800 Eroi
- Alessandro Rigotti in Escape Plan 2 - Ritorno all'inferno

## Carriera musicale
Primo album: It's Ming
Tracce:
- 01 暗恋 (An Lian) - Amore non ricambiato
- 02 My Girl - La mia ragazza
- 03 什么都可以 (Shen Me Dou Ke Yi) - Tutto è possibile
- 04 风的孩子 (Feng De Hai Zi) - Bambino del vento
- 05 没有你我爱谁 (Mei You Ni Wo Ai Shui) - Senza di te, chi dovrei amare
- 06 天蝎情人 (Tian Xie Qing Ren) - Amante scorpione
- 07 酿酒 (Niang Jiu) - Mescolando
- 08 因为有你 (Yin Wei You Ni) - A causa tua
- 09 安静的想你 (An Jing De Xiang Ni) - Pensando tranquillamente a te
- 10 I'm Coming - Sto arrivando
- 11 就算没有明天 (Jiu Suan Mei You Ming Tian), feat. Sun Li - Anche senza domani

Aprile 2008: Beijing Huanying Ni, insieme a decine di altri artisti cinesi, tema delle Olimpiadi di Pechino 2008 - Pechino ti dà il benvenuto
Settembre 2008: 好人卡 (Hao Ren Ka), feat. Vicki Zhao - La carta dell'uomo buono
Novembre: 你在我心上 (Ni Zai Wo Xin Shang ) - Sei nel mio cuore
La sua ultima canzone, pubblicata nel 2009 come sigla finale della serie televisiva 暗香, si intitola 你是天使 (Sei un angelo).